# La Fille d'en face (film, 1968)
Pour les articles homonymes, voir La Fille d'en face.
Pour plus de détails, voir Fiche technique et Distribution.
La Fille d'en face est un film français réalisé par Jean-Daniel Simon et sorti en 1968.

## Synopsis
Un étudiant aperçoit par la fenêtre une jeune fille séduisante, mais ayant des cicatrices sur le visage. Il n'ose pas l'aborder...

## Fiche technique
- Réalisation : Jean-Daniel Simon
- Scénario : Roman Polanski, Gérard Brach
- Image : Patrice Pouget
- Musique : Pierre Vassiliu
- Montage : Marie-Sophie Dubus
- Durée : 90 minutes
- Date de sortie :
  - France : 14 janvier 1968

## Distribution
- Bernard Verley : Marek
- Joël Barbouth : Roger
- Marika Green : La fille d'en face
- Albane Navizet : Nicole
- Dani : Martine (comme Dany Graule)
- Muni : La femme de ménage
- Pascal Aubier : Georges
- Dennis Berry : Danek
- Amidou : Le dragueur
- Jean-François Gobbi
- Guillaume Hanoteau
- Antoine Marin : L'ouvrier
- Alice Sapritch
- Nicolas Vogel